# Harmonia Macrocosmica
Harmonia Macrocosmica est un atlas céleste écrit par Andreas Cellarius et publié en 1660 par Johannes Janssonius.
Cet atlas présente des gravures des systèmes cosmologiques de Claude Ptolémée, Tycho Brahé et Nicolas Copernic. À la fin de l'ouvrage sont représentées les constellations chrétiennes.
L'atlas comporte des textes en latin, allemand, néerlandais et français.

## Auteurs des gravures
Parmi les différents illustrateurs, seuls deux graveurs ont signé leur œuvre. Le frontispice de l'atlas a été dessiné par Frederik Hendrik van den Hove, tandis que dix planches le furent par Johannes van Loon. Les illustrations des constellations furent reprises de celles conçues par Jan Pieterszoon Saenredam.